# 濂水
濂水，是中国长江流域的一条河流，汇入贡水左岸，属于赣江水系。河长135千米，流域面积2332平方千米，多年平均流量53立方米每秒。自然落差439米。水能理论蕴藏量4万千瓦。